# Mali (rivière)
Pour les articles homonymes, voir Mali (homonymie).
La Mali ou Mali Hka est une rivière du nord de la Birmanie (État de Kachin). Elle prend sa source presque à la frontière du Tibet, au nord de Putao, coule environ 320 kilomètres vers le sud et rejoint la N'Mai au nord de Myitkyina pour former l'Irrawaddy (Myit-sone, confluence).
Contrairement à la N'Mai, elle est navigable, en dépit de quelques rapides.